# الکوینا (ایندیانا)
الکوینا، ایندیانا (به انگلیسی: Alquina, Indiana) یک منطقهٔ مسکونی در ایالات متحده آمریکا است که در ایندیانا واقع شده‌است.

## خصوصیات
الکوینا ۳۱۴٫۸۶ متر بالاتر از سطح دریا واقع شده‌است.